# Wolfgang Nordwig
Wolfgang Nordwig (Chemnitz, 27 de agosto de 1943) é um ex-atleta alemão, campeão olímpico do salto com vara em Munique 1972.
Nordwig foi campeão nacional da Alemanha Oriental entre 1965 e 1972 e campeão europeu em 1966, 1969 e 1971. Participou dos Jogos Olímpicos da Cidade do México em 1968 e ficou com a medalha de bronze, vencida pelo norte-americano Bob Seagren, numa prova em que os três primeiros saltaram a mesma altura (5,40m) sendo as medalhas decididas pelo menor número de tentativas para ultrapassar a marca.
Em 17 de junho de 1970, ele quebrou o recorde mundial da modalidade, saltando 5,45m, marca que elevaria em mais um centímetro no mesmo ano. Seu maior sucesso, entretanto, veio em Munique 1972, quando enfrentou novamente Seagren, que havia recuperado o recorde mundial e era especialista em varas de fibra de carbono, que começavam a ser usadas, mas proibidas nos Jogos por falta de acesso a elas por atletas dos demais países. Nordwig saltou 5,50m, novo recorde olímpico, e conquistou a medalha de ouro, a primeira não ganha pelos norte-americanos desde os Jogos Olímpicos de Atenas, em 1896.